# Anna Puławska
Anna Puławska (ur. 7 lutego 1996 w Mrągowie) – polska kajakarka, wicemistrzyni olimpijska i brązowa medalistka igrzysk olimpijskich, srebrna medalistka mistrzostw świata, mistrzyni Europy, dwukrotna złota oraz brązowa medalistka igrzysk europejskich.
Jest siostrą bliźniaczką Małgorzaty.

## Kariera
W 2017 roku zdobyła srebrny medal w czwórce na 500 metrów na mistrzostwach Europy w Płowdiwie. Do tego dołączyła również brązowy medal w dwójce na dystansie 500 metrów z Beatą Mikołajczyk.
Rok później na mistrzostwach Europy w Belgradzie ponownie zdobyła brąz, lecz tym razem w jedynce na 500 metrów. W sierpniu tego samego roku zdobyła również brązowy medal mistrzostw świata w Montemor-o-Velho w zawodach czwórek na 500 metrów. W składzie były także Karolina Naja, Helena Wiśniewska i Katarzyna Kołodziejczyk.
W 2019 roku na igrzyskach europejskich w Mińsku zdobyła brązowy medal w czwórce na dystansie 500 metrów w tym samym składzie, co na poprzednich mistrzostwach świata. Wystąpiła także w jedynce na tym samym dystansie, zajmując w finale szóste miejsce. W sierpniu tego samego roku na mistrzostwach świata w Segedynie zdobyła srebrny medal w dwójce na 500 metrów z Karoliną Nają oraz brązowy w czwórce na 500 metrów.
W 2021 roku na letnich igrzyskach olimpijskich w Tokio ponownie stanęła na podium wraz z Karoliną Nają, zdobywając srebrny medal. 7 sierpnia 2021 wraz z Karoliną Nają, Justyną Iskrzycką oraz Heleną Wiśniewską w kajakarskiej czwórce zdobywa brązowy medal olimpijski w kajakarskiej czwórce na dystansie 500 metrów. W sierpniu 2021 została odznaczona Krzyżem Kawalerskim Orderu Odrodzenia Polski. Wspólnie z Karoliną Nają zajęła 9. miejsce w 87. Plebiscycie Przeglądu Sportowego na najlepszego sportowca 2021 roku.
W 2022 zdobyła dwa złote medale mistrzostw świata, które rozgrywano w kanadyjskim Dartmouth. Zwyciężała w konkurencjach K-2 500 metrów i K-4 500 metrów. W sierpniu 2022 r., wspólnie z Karoliną Nają, zdobyła tytuł mistrzyni Europy w konkurencji K-2 500 metrów. Została mistrzynią Europy w konkurencji K-1 500 m.
Anna Puławska jest żołnierzem zawodowym Wojska Polskiego.
Podczas igrzysk europejskich w Krakowie dwukrotnie zdobyła złoty medal w konkurencjach K-2 500 m oraz K-4 500 m.. Podczas mistrzostw świata w Duisburgu zdobyła srebrny medal w konkurencji K-4 500 m. Jednocześnie uzyskała kwalifikację na igrzyska olimpijskie w Paryżu w 2024. W sierpniu 2023 odsłoniła swój mural w swoim rodzinnym Mrągowie. Znalazła się w reprezentacji Polski na igrzyska olimpijskie w Paryżu.
Podczas igrzysk olimpijskich we Francji, wspólnie z Karoliną Nają, Adrianną Kąkol i Dominiką Putto, zajęła 4. miejsce w konkurencji K-4 500 m. Następnego dnia, wspólnie z Karoliną Nają, odpadła w półfinale rywalizacji w konkurencji K-2 500 m.
28 września 2024 roku wystąpiła w charytatywnym meczu koszykarskim „Olimpijczycy i Paraolimpijczycy dla Powodzian”, z którego dochód został przeznaczony na remont zniszczonej przez powódź hali „Obuwnik” w Prudniku (hala Pogoni Prudnik i Zarzewia Prudnik).
26 października 2024 roku, wspólnie z Karoliną Nają, Dominiką Putto i Heleną Wiśniewską, ukończyła kurs podoficerski w Szkole Podoficerskiej Wojsk Lądowych w Poznaniu.

## Wyniki
Wyniki finałów igrzysk olimpijskich i europejskich oraz mistrzostw świata i Europy.
| Rok  | Zawody               | Miejscowość      | Konkurencja | Czas     | Pozycja |
| ---- | -------------------- | ---------------- | ----------- | -------- | ------- |
| 2016 | Mistrzostwa Europy   | Moskwa           | K-2 200 m   | 38,792   | 5.      |
| 2016 | Mistrzostwa Europy   | Moskwa           | K-4 500 m   | 1:34,960 | 5.      |
| 2017 | Mistrzostwa Europy   | Płowdiw          | K-2 500 m   | 1:40,63  | brąz    |
| 2017 | Mistrzostwa Europy   | Płowdiw          | K-4 500 m   | 1:31,60  | srebro  |
| 2017 | Mistrzostwa świata   | Račice           | K-2 500 m   | 1:41,38  | 6.      |
| 2017 | Mistrzostwa świata   | Račice           | K-4 500 m   | 1:32,11  | 6.      |
| 2018 | Mistrzostwa Europy   | Belgrad          | K-1 500 m   | 1:50,518 | brąz    |
| 2018 | Mistrzostwa Europy   | Belgrad          | K-4 500 m   | 1:30,953 | 5.      |
| 2018 | Mistrzostwa Świata   | Montemor-o-Velho | K-4 500 m   | 1:36,073 | brąz    |
| 2019 | Mistrzostwa świata   | Segedyn          | K-2 500 m   | 1:43,345 | srebro  |
| 2019 | Mistrzostwa świata   | Segedyn          | K-4 500 m   | 1:34,776 | brąz    |
| 2019 | Igrzyska europejskie | Mińsk            | K-4 500 m   | 1:42,851 | brąz    |
| 2021 | Igrzyska olimpijskie | Tokio            | K-2 500 m   | 1:36,753 | srebro  |
| 2021 | Igrzyska olimpijskie | Tokio            | K-4 500 m   | 1:36,073 | brąz    |
| 2022 | Mistrzostwa Świata   | Dartmouth        | K-2 500 m   | 1:49,87  | złoto   |
| 2022 | Mistrzostwa Świata   | Dartmouth        | K-4 500 m   | 1:30,70  | złoto   |
| 2022 | Mistrzostwa Europy   | Monachium        | K-1 500 m   | 1:53,881 | złoto   |
| 2022 | Mistrzostwa Europy   | Monachium        | K-2 500 m   | 1:41,418 | złoto   |
| 2022 | Mistrzostwa Europy   | Monachium        | K-4 500 m   | 1:35,251 | złoto   |